# Спиношип Хемница
Спиношип Хемница, или нотакант (лат. Notacanthus chemnitzii), — вид морских глубоководных рыб из семейства спиношипых отряда спиношипообразных.

## Описание
Тело сильно вытянуто и более сужено к хвосту. Достигает в длину 122 см. Рыло округлое тупое. Рот нижний, поперечный, с мелкими уплощенными зубами, расположенными на челюстях. Первая спинная колючка располагается над основанием брюшного плавника. В спинном плавнике насчитывается 10-11 колючек. В анальном плавнике насчитывается 20-21 колючек. Окраска спины и боков тела тёмно-коричневого цвета, на нижней поверхности тела и головы серо-коричневая. Плавники тёмные. Молодь розовато-коричневого цвета.

## Ареал
Распространён повсеместно в Мировом океане во всех морях умеренного климата, за исключением тропических вод.

## Биология
Встречается на больших глубинах от 125 до 3285 м. О биологии этого вида известно очень мало. Особи в нерестовом состоянии в Северо-Восточной Атлантике встречаются в уловах с октября по март. В процессе онтогенеза проходят личиночную стадию, которая характеризуется лептоцефальной формой и прозрачностью личинки. Возраст, когда особи данного вида превращаются в мальков, не известен. Аналогично другим глубоководным видам рыб, считается, что вид обладает большой продолжительностью жизни. Сведения об особенностях жизненного цикла данного вида крайне скудны и фрагментарны.
Питаются прикреплёнными или свободно живущими донными животными, такими как морские анемоны, иглокожие, моллюски и черви.